# Guzmania macropoda
Guzmania macropoda är en gräsväxtart som beskrevs av Lyman Bradford Smith. Guzmania macropoda ingår i släktet Guzmania och familjen Bromeliaceae. Inga underarter finns listade i Catalogue of Life.